# Na Chueak (huyện)
Na Chueak (tiếng Thái: นาเชือก) là một huyện (amphoe) in the south của tỉnh Maha Sarakham, đông bắc Thái Lan.

## Địa lý
Các huyện giáp ranh (từ phía bắc theo chiều kim đồng hồ) là Kut Rang, Borabue, Wapi Pathum, Na Dun và Yang Sisurat của tỉnh Maha Sarakham, Na Pho của Buriram Province, và Nong Song Hong và Pueai Noi của tỉnh Khon Kaen.

## Lịch sử
Khu vực này đã được lập thành tiểu huyện (King Amphoe) ngày 19 tháng 7 năm 1960 thông qua việc chia tách khỏi Borabue district. Tiểu huyện đã được nâng cấp thành huyện năm 1963.

## Hành chính
Huyện này được chia thành 10 phó huyện (tambon), các đơn vị này lại được chia ra thành 146 làng (muban). Na Chueak là một thị trấn (thesaban tambon) nằm trên một phần của the tambon Na Chueak and Khwao Rai. Có 10 Tổ chức hành chính tambon.
| STT | Tên         | Tên tiếng Thái | Số làng | Dân số |  |
| --- | ----------- | -------------- | ------- | ------ |  |
| 1.  | Na Chueak   | นาเชือก         | 18      | 8.746  |  |
| 2.  | Samrong     | สำโรง          | 15      | 6.819  |  |
| 3.  | Nong Daeng  | หนองแดง        | 10      | 4.004  |  |
| 4.  | Khwao Rai   | เขวาไร่         | 19      | 7.799  |  |
| 5.  | Nong Pho    | หนองโพธิ์        | 12      | 5.267  |  |
| 6.  | Po Phan     | ปอพาน          | 16      | 8.142  |  |
| 7.  | Nong Mek    | หนองเม็ก        | 20      | 6.747  |  |
| 8.  | Nong Ruea   | หนองเรือ        | 13      | 5.194  |  |
| 9.  | Nong Kung   | หนองกุง         | 11      | 3.895  |  |
| 10. | San Pa Tong | สันป่าตอง        | 12      | 4.429  |  |